# هالتون، باکینگهام‌شر
هالتون (به انگلیسی: Halton) یک روستا و محله مدنی در بریتانیا است که در Aylesbury Vale واقع شده‌است. هالتون ۹۳۵ نفر جمعیت دارد.